# Erich Gamma
Erich Gamma (Zurigo, 13 marzo 1961) è un informatico svizzero, noto come coautore del libro Design Patterns: Elementi per il riuso di software ad oggetti.
Nel 1995, in seguito alla pubblicazione del libro Design Patterns, Gamma ha guadagnato vasta fama nell'ambiente della programmazione orientata agli oggetti e ha dato un importante contributo alla diffusione e lo sviluppo del concetto di design pattern.
Gamma è anche il principale progettista di JUnit, un framework per il collaudo di moduli software (unit testing) Java sviluppato nel 1998 in collaborazione con Kent Beck e di Eclipse, una piattaforma di sviluppo orientato agli oggetti del cui sviluppo è tuttora il principale
responsabile.
Attualmente è impiegato come Microsoft Distinguished Engineer presso il laboratorio Object Technology International (OTI) di Zurigo.
In qualità di ingegnere del software, Gamma è stato impiegato dal 1993 al 1995 presso Taligent, dove ha lavorato a un ambiente per lo sviluppo incrementale orientato agli oggetti.
In precedenza, Gamma ha lavorato presso il laboratorio di ricerca UBILAB della UBS.
Erich Gamma è uno degli architetti di ET++, una libreria di classi C++ portabile destinata allo sviluppo di applicazioni grafiche.
Gamma ha un Dottorato in informatica conseguito presso l'Università di Zurigo.